# Rhadinopsylla socia
Rhadinopsylla socia är en loppart som beskrevs av Wagner 1930. Rhadinopsylla socia ingår i släktet Rhadinopsylla och familjen mullvadsloppor. Inga underarter finns listade i Catalogue of Life.